# Giuseppe Fortis
Giuseppe Fortis, detto anche Beppe (Roma, 20 luglio 1935 – Torino, 27 maggio 2000), è stato un attore e doppiatore italiano.

## Biografia
Attore di formazione teatrale, ha recitato in diversi sceneggiati Rai e in vari film cinematografici. Rilevante la sua attività come doppiatore, soprattutto nelle file della S.A.S. - Società Attori Sincronizzatori.

## Filmografia

### Cinema
- Il cambio della guardia, regia di Giorgio Bianchi (1962)
- Goliath e la schiava ribelle, regia di Mario Caiano (1963)
- Il segno del Coyote, regia di Mario Caiano (1963)
- Delitto allo specchio, regia di Ambrogio Molteni (1964)
- La sfinge sorride prima di morire - Stop Londra, regia di Duccio Tessari (1965)
- Come svaligiammo la Banca d'Italia, regia di Lucio Fulci (1966)
- Missione sabbie roventi, regia di Alfonso Brescia (1966)
- Tecnica di una spia, regia di Alberto Leonardi (1967)
- Ringo, il cavaliere solitario, regia di Rafael Romero Marchent (1968)
- Beatrice Cenci, regia di Lucio Fulci (1969)
- Erika, regia di Filippo Walter Ratti (1971)
- La classe operaia va in paradiso, regia di Elio Petri (1971)
- Nonostante le apparenze... e purché la nazione non lo sappia... All'onorevole piacciono le donne, regia di Lucio Fulci (1972)
- La tarantola dal ventre nero, regia di Paolo Cavara (1972)
- Cosmo 2000 - Battaglie negli spazi stellari, regia di Alfonso Brescia (1977)
- Anno zero - guerra nello spazio, regia di Alfonso Brescia (1977)
- La bestia nello spazio, regia di Alfonso Brescia (1980)

### Televisione
- Le inchieste del commissario Maigret – serie TV (1965)
- E le stelle stanno a guardare – miniserie TV (1971)
- Il consigliere imperiale (1974)
- Murat, regia di Silverio Blasi – miniserie TV (1975)
- Bel Ami, regia di Sandro Bolchi – miniserie TV (1979)
- Adua, regia di Dante Guardamagna – miniserie TV (1981)

## Doppiaggio

### Cinema
- James Stewart in Marlowe indaga
- Donald Pleasence ne Il signore del male
- Hume Cronyn in Chi più spende... più guadagna!
- Desmond Llewelyn in Octopussy - Operazione piovra
- Donald Moffat ne Il falò delle vanità
- Chief Dan George ne Il texano dagli occhi di ghiaccio
- John McIntire in Turner e il casinaro
- Timothy Carey in Organizzazione crimini
- Bill Macy in Scappatella con il morto
- Harry Andrews in Oscar insanguinato
- Morris Carnovsky in 40.000 dollari per non morire
- Dub Taylor in Ballata macabra
- Peter Hobbs in Ho perso la testa per un cervello
- Paul Müller in Fracchia contro Dracula

### Serie TV
- Conrad Bain in Il mio amico Arnold (st. 2)
- Richard Herd in T.J. Hooker
- Dick Van Patten in Le pazze storie di Dick Van Dyke
- Barry Morse in Spazio 1999
- Harry Morgan in M*A*S*H (1ª voce)
- George Gaynes in Punky Brewster (st. 1)
- Sean McClory in Kate McShane

### Miniserie
- Ned Beatty in Robert Kennedy, la sua storia e il suo tempo[3]
- Arthur Hewlett in Come vi piace
- Kevin Stoney in Misura per misura
- Ralph Michael in Enrico IV, parte II
- Thorley Walters in Enrico V
- Esmond Knight in Antonio e Cleopatra
- Nat Jackley in Sogno di una notte di mezza estate
- Derek Farr in Enrico VI, seconda parte
- Noël Johnson in La commedia degli errori